# Kongō (thiết giáp hạm Nhật)
Kongō (tiếng Nhật: 金剛, Kim Cương) là chiếc tàu chiến-tuần dương đầu tiên của Hải quân Đế quốc Nhật Bản thuộc kiểu siêu-Dreadnought, là chiếc dẫn đầu của lớp Kongō bao gồm những chiếc Hiei, Kirishima và Haruna. Nó được nâng cấp thành một thiết giáp hạm trong những năm 1930 và hoạt động trong nhiều trận hải chiến lớn trong Thế Chiến II trước khi bị đối phương đánh chìm vào năm 1944.

## Thiết kế và chế tạo
Năm 1908, việc Hải quân Hoàng gia Anh đưa vào hoạt động chiếc tàu chiến-tuần dương HMS Invincible trang bị tám pháo 304 mm (12 inch) đã khiến cho mọi tàu chiến của Hải quân Nhật Bản trở nên lạc hậu, kể cả những chiếc đang được thiết kế. Để đáp trả, Nhật Bản đã thông qua đạo luật Bành trướng Hải quân Khẩn cấp năm 1911, cung cấp ngân quỹ cho việc thiết kế và chế tạo một thiết giáp hạm và bốn tàu tuần dương bọc thép. Thiết giáp hạm được chế tạo là chiếc Fusō, trong khi chiếc tàu chiến tuần dương đầu tiên là chiếc Kongō.
Kongō là chiếc tàu chiến chủ lực cuối cùng của Nhật Bản được chế tạo tại nước ngoài bởi hãng Vickers, Anh Quốc. Kongō là tác phẩm của nhà thiết kế chính của Vickers, Sir George Thurston. Không bị các ràng buộc về đặc tính thiết kế chặt chẽ của Hải quân Anh, ông đã tạo nên một tàu chiến tốt và cân bằng tuyệt hảo, trang bị tám khẩu pháo chính cỡ nòng 355 mm (14 inch). Đặc tính chủ yếu của lớp Kongō là tất cả các tháp pháo chính đều được đặt ở phía trước hoặc sau, loại bỏ tháp súng giữa vốn có tầm bắn kém.
Kongō được đặt lườn vào ngày 17 tháng 1 năm 1911, được hạ thủy vào ngày 18 tháng 5 năm 1912 và sau khi hoàn tất được đưa về Nhật Bản vào ngày 16 tháng 8 năm 1913. Được đặt tên theo núi Kongō ở tỉnh Osaka, Kongō là tàu chiến đầu tiên trên thế giới trang bị pháo chính cỡ nòng 355 mm (14 inch).
Giữa hai cuộc đại chiến, Kongō được Hải quân Nhật cải tạo triệt để hai lần. Vào năm 1929, họ không thể chế tạo thêm thiết giáp hạm do những giới hạn theo tỉ lệ 5:5:3 quy định bởi Hiệp ước Hải quân Washington. Do đó Kongō và các tàu chị em với nó được tăng cường thêm vỏ giáp ngang nặng và đai chống ngư lôi, cũng như các trang bị để mang theo ba thủy phi cơ Kiểu 90 loại 0. Tất cả 36 nồi hơi kiểu Yarrow được tháo bỏ thay thế bằng 10 nồi hơi kiểu mới. Vào ngày 31 tháng 3 năm 1931 việc cải tạo được hoàn tất và chiếc Kongō được xếp lại lớp thành một thiết giáp hạm.
Nhật Bản rút khỏi Hiệp ước Hải quân Washington vào năm 1933, và đến năm 1935 bắt đầu cải tạo lớp tàu Kongō một lần nữa. Đuôi tàu được kéo dài thêm 7,6 m (25 ft). Kongō được nâng cấp với các nồi hơi Kampon đốt bằng dầu và các turbine Parsons. Một máy phóng và các đường ray cũng được trang bị dành cho ba chiếc thủy phi cơ Nakajima E8N1 Kiểu 95 ("Dave") và Kawanishi E7K1 Kiểu 94 ("Alf"). Việc cải tạo năm 1935 nâng tốc độ tối đa của con tàu lên 55 km (30 knot) và chúng được xếp lại lớp thành những thiết giáp hạm nhanh. Việc cải tạo được hoàn tất vào ngày 8 tháng 1 năm 1937.
Vì Kongō và các con tàu chị em với nó nguyên là những tàu chiến-tuần dương được chế tạo cho tốc độ, chúng trở thành những thiết giáp hạm duy nhất có thể theo kịp các tàu sân bay nhanh của hạm đội. Điều này làm cho chúng trở thành những tàu hộ tống nặng hoàn hảo cho những chiếc tàu sân bay vốn bắt đầu được đưa vào phục vụ như những lực lượng tấn công chủ yếu của Hải quân Nhật.

## Phục vụ trong Thế Chiến II
Tham khảo: combinedfleet.com 

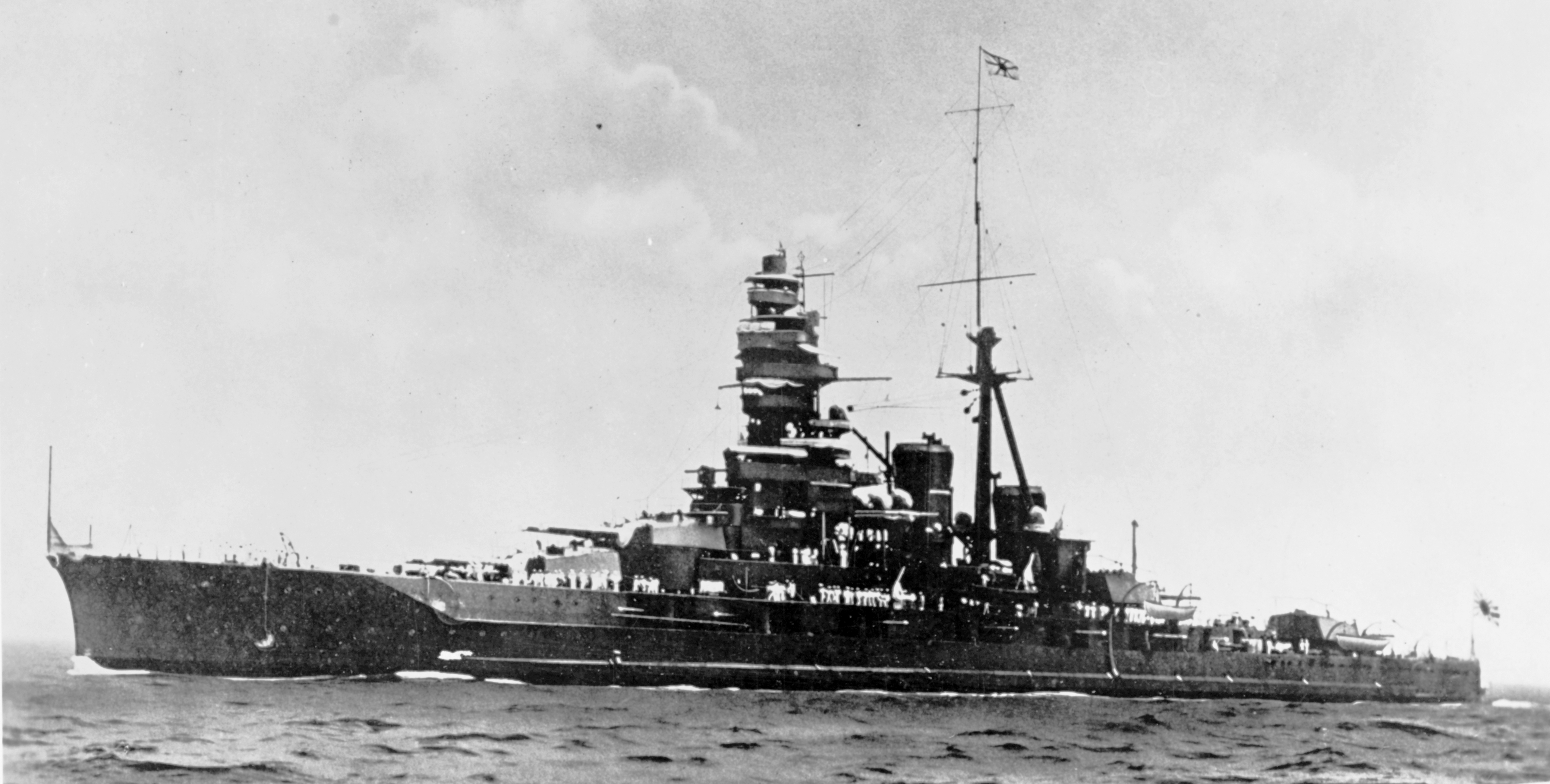
Kongō sau khi được cải tạo vào những năm 1929- 1931.

Kongō tham gia Thế Chiến II dưới quyền chỉ huy của Thuyền trưởng Koyanagi Tomiji. Vào ngày 1 tháng 8 năm 1941 nó được bố trí vào Thiết giáp chiến đội 3 của Hạm Đội 1 tại Hashirajima trong vịnh Hiroshima, cùng với các thiết giáp hạm Hiei, Kirishima và Haruna. Ngày 29 tháng 11 năm 1941, nhóm thứ hai của Thiết giáp chiến đội 3 bao gồm Kongō và Haruna được phân về Hạm đội 2 của Đô đốc Kondo Nobutake, nhóm nòng cốt của Lực lượng Phía Nam (Malay) cùng với Tuần dương chiến đội 4 gồm các tàu tuần dương Atago, Maya và Takao cùng tám tàu khu trục. Lực lượng này di chuyển về hướng Makung, Pescadores, và đến ngày 2 tháng 12, họ đi đến Makung và được nhận được chỉ thị rằng chiến sự sẽ xảy ra vào ngày 8 tháng 12.
Vào ngày 4 tháng 12 năm 1941, nhóm nòng cốt khởi hành đi về phía biển Nam Trung Quốc nhằm hỗ trợ từ xa cho lực lượng tấn công. Trưa ngày 9 tháng 12, lực lượng này đang di chuyển ở vùng biển Đông Nam Đông Dương gần quân đảo Poulo Condore khi tàu ngầm I-65 nhìn thấy một lực lượng hải quân Anh Quốc đang di chuyển về hướng Tây Bắc. Đó chính là Lực lượng Z dưới quyền chỉ huy của Đô đốc Sir Tom S. V. Phillips, đang rời Singapore để đánh chặn lực lượng Nhật Bản đổ bộ vào Malaya. Lực lượng Z bao gồm hai tàu chiến chủ lực là chiếc thiết giáp hạm hiện đại Prince of Wales và chiếc tàu chiến tuần dương thời Thế Chiến I Repulse và một tàu khu trục hộ tống.
Nhóm nòng cốt tiến ra để đối đầu cùng Lực lượng Z trongmột trận giáp chiến ban đêm, nhưng đã không thể gặp được đối thủ cho dù hai lực lượng chỉ cách nhau 8 km (5 dặm). Cuối ngày hôm đó, nhóm và các tàu chiến khác vốn tham gia vào cuộc tìm kiếm đã rời đi sau khi nhận được tin các tàu chiến Anh đã bị đánh chìm bởi đợt không kích của 88 máy bay ném bom và ném ngư lôi cất cánh từ Sài Gòn và Thủ Dầu Một, Đông Dương thuộc Pháp.
Lực lượng Phía Nam trải qua hai tháng tiếp theo sau yểm trợ một số chiến dịch: hỗ trợ đoàn tàu vận tải thứ hai đến Malaya phía Đông Bắc đảo Natuna Besar; hỗ trợ cuộc đổ bộ lên vịnh Lingayen, Philippines; và hỗ trợ từ xa trong khu vực Palau cho các cuộc không kích vào đảo Ambon ở Đông Ấn thuộc Hà Lan. Ngày 21 tháng 2 năm 1942, nhóm nòng cốt đi đến vịnh Staring gần Kendari, Celebes và gặp gỡ Lực lượng Đặc nhiệm Tàu sân bay dưới quyền chỉ huy của Phó Đô đốc Nagumo Chuichi, vốn vừa thực hiện cuộc ném bom vào Darwin ngày 19 tháng 2 năm 1942. Bốn ngày sau, nhóm thứ hai của Thiết giáp chiến đội 3, Atago, Takao và hai tàu khu trục được cho tách khỏi Lực lượng Phía Nam dfưới sự chỉ huy của Phó Đô đốc Kondo để bắt đầu chiến dịch J chiếm đóng Đông Ấn thuộc Hà Lan. Với nhiệm vụ tiêu diệt các tàu bè đối phương đang tìm cách thoát khỏi Java, nhóm đã bắn phá đảo Christmas cách Java 300 km (190 dặm) về phía Nam vào ngày 7 tháng 3 năm 1942. Trên đường quay về vịnh Staring vào ngày 9 tháng 3 tiếp theo sau việc Đông Ấn thuộc Hà Lan đầu hàng, lực lượng của Kondo đã đánh chìm tám tàu Anh, Mỹ và Hà Lan. Từ ngày 10 đến ngày 25 tháng 3, thủy thủ đoàn của Kongō và ba thiết giáp hạm chị em với nó được đưa về hoạt động dự bị để nghỉ ngơi sau ba tháng hoạt động liên tục.
Vào ngày 26 tháng 3 năm 1942, Thiết giáp chiến đội 3 rời vịnh Staring đia ngang qua biển Timor vào Ấn Độ Dương cùng Lực lượng Đặc nhiệm Tàu sân bay: Akagi của Hàng không chiến đội 1, Hiryū và Sōryū thuộc Hàng không chiến đội 2 cùng Shōkaku và Zuikaku thuộc Hàng không chiến đội 5. Trong trận không kích Ấn Độ Dương diễn ra sau đó, quân Nhật đã tấn công lực lượng Anh tại Colombo, Ceylon vào ngày 5 tháng 4 và tại Trincomalee bốn ngày sau đó. Trong trận chiến quanh khu vực Trincomalee, chín chiếc máy bay ném bom Bristol Blenheim thuộc Phi đội XI Không quân Hoàng gia Anh đã tấn công chiếc Kongō nhưng không đánh trúng cú nào. Năm chiếc Bristol đã bị các máy bay Zero thuộc lực lượng tuần tra chiến đấu trên không bắn hạ. Vào cuối các chiến dịch tại Ấn Độ Dương, Kongō quay về Nhật Bản và vào ụ tàu ở Xưởng hải quân Sasebo từ ngày 23 tháng 4 đến ngày 2 tháng 5 để được trang bị lại các khẩu pháo phòng không.

### Trận Midway
Ngày 27 tháng 5 năm 1942, Kongō và Hiei rời Hashirajima, được bố trí lại vào Thiết giáp chiến đội 3, một phần của Hạm đội Đặc nhiệm thứ hai, bao gồm cả năm tàu tuần dương và bảy tàu khu trục, để tấn công đảo san hô Midway. Vào ngày 6 tháng 6, hai ngày sau sự kiện gây choáng váng mất các tàu sân bay Kaga, Akagi, Sōryū và Hiryū trong trận Midway, Đô đốc Isoroku Yamamoto ra lệnh cho Thiết giáp chiến đội 3 cùng các tàu chiến khác tách khỏi Hạm đội 2 tiến lên phía Bắc gặp gỡ Hạm đội Cơ động tàu sân bay thứ hai bao gồm các tàu sân bay Junyō và Ryūjō để tấn công quần đảo Aleut. Sau khi được chiếc Zuikaku tăng cường, lực lượng này di chuyển quãng đường 1.100 km (700 dặm) về phía Nam Kiska nhằm ngăn chặn trước một cuộc phản công của Mỹ mà thực ra đã không được thực hiện.
Vào giữa tháng 7, Kongō cùng Haruna thuộc Thiết giáp chiến đội 3 được tái bố trí đến Lực lượng Tiền phong của Hạm đội 2. Vào ngày 11 tháng 9 năm 1942, Thiết giáp chiến đội 3 rời Chuuk hướng đến quần đảo Solomon như là một phần lực lượng của Hạm đội 2 tháp tùng các tàu sân bay của Hạm đội thứ ba tham gia trận Guadalcanal được khởi đầu bằng việc quân Mỹ đổ bộ lên đảo này vào ngày 7 tháng 8. Ba ngày sau, Kongō bị tám máy bay ném bom hạng nặng tấn công nhưng không chịu thiệt hại nào. Hạm đội được lệnh rút lui về Truk vào ngày 20 tháng 9, nhưng Thiết giáp chiến đội 3, chiếc tàu tuần dương hạng nhẹ Isuzu và chín tàu khu trục được bố trí vào Lực lượng Đánh phá Khẩn cấp. Kongō và Haruna đã bắn phá sân bay Henderson ở Lunga Point, Guadalcanal bắt đầu vào lúc 01 giờ 27 phút ngày 13 tháng 10 năm 1942. Thiết giáp chiến đội 3 vượt qua Lunga Point trên một lộ trình hướng ra phía Đông, sử dụng các khẩu pháo chính quay sang mạn phải trước khi quay lại 180o và bắn sang mạn trái trên đường quay lại. Các khẩu pháo 152 mm (6 inch) trên bờ biển đã đáp trả, nhưng chúng không có đủ tầm bắn để có thể bắn trúng các thiết giáp hạm. Kongō đã bắn 104 quả đạn phá 14 inch "Sanshikidan" Kiểu 3 công suất cao nặng 625 kg (1.378 lb), 331 quả đạn xuyên thép 14 inch Kiểu 1 nặng 674 kg (1.485 lb) và 27 quả đạn 6 inch. Đây là lần đầu tiên nó bắn loại đạn Kiểu 3. Hơn 40 máy bay Mỹ trên mặt đất bị mất trong cuộc bắn phá này, và sân bay tạm thời không sử dụng được. Một cuộc tấn công của bốn chiếc PT boat thuộc Ngư lôi chiến đội 3 bị đẩy lui bởi các tàu khu trục hộ tống. Cuộc bắn phá kết thúc lúc 02 giờ 30 phút.
Vào ngày 25 tháng 10 năm 1942, Lực lượng Tiên phong của Hạm đội 2 ở cách Espiritu Santo 845 km (525 dặm) về phía Tây Bắc khi nó bị một chiếc máy bay ném bom B-17 thuộc Liên đội Ném bom Hạng nặng 11 đặt căn cứ trên bờ phát hiện. Trong quá trình trận Santa Cruz diễn ra ngày hôm sau, Kongō bị bốn máy bay ném ngư lôi Grumman TBF Avenger xuất phát từ tàu sân USS Enterprise tấn công nhưng không bị thiệt hại. Nó quay về Chuuk, và vào ngày 1 tháng 11, Thuyền trưởng Koyanagi được thăng quân hàm Chuẩn Đô đốc.
Tám ngày sau, Thiết giáp chiến đội 3 rời Chuuk tiến đến Ontong Java phía Bắc Solomon như lực lượng hộ tống cho lực lượng chính. Dự định tìm kiếm và đánh chìm chiếc Enterprise bằng không kích bị thất bại. Trong quá trình trận hải chiến Guadalcanal bắt đầu vào ngày 12 tháng 11, Thiết giáp chiến đội 3 đã hỗ trợ từ xa cho lực lượng bắn phá tấn công vào sân bay Henderson Field trước khi rút lui vào ngày 15 tháng 11. Vào ngày 16 tháng 12 năm 1942, Thuyền trưởng Ijuin Matsuji tiếp nhận quyền chỉ huy chiếc Kongō trong khi Chuẩn Đô đốc Koyanagi được bổ nhiệm làm Tư lệnh Hải đội tàu khu trục tại Rabaul. Vào ngày 30 tháng 1 năm 1943, một lực lượng đặc nhiệm được thành lập bao gồm các tàu chiến của Hạm đội 2 và Hạm đội 3 di chuyển ở phía Bắc quần đảo Solomon như một lực lượng nghi binh trong khi các tàu khu trục từ Rabaul tiến hành di tản 12.000 binh sĩ khỏi Guadalcanal trước khi rút lui về Sasebo.
Từ ngày 27 tháng 2 đến ngày 13 tháng 3 năm 1943, Kongō vào ụ tàu để được tăng cường vỏ giáp chung quanh cơ cấu bánh lái, trang bị các vách ngăn kín nước và các bơm nhiên liệu khẩn cấp, và nhiều khẩu pháo thứ cấp 152 mm (6 inch) được thay thế bằng các khẩu pháo phòng không. Các biện pháp này được áp dụng sau việc mất hai chiếc thiết giáp hạm Hiei và Kirishima trong trận hải chiến Guadalcanal. Quay lại khu vực Chuuk ngày 12 tháng 5 năm 1943, Thiết giáp chiến đội 3 và các tàu chiến khác được bố trí vào Lực lượng Đặc nhiệm Attu nhằm đáp trả việc Mỹ tấn công đảo Attu. Một lực lượng mạnh bao gồm ba tàu sân bay được hình thành tại vịnh Tokyo khi tin tức nhận được vào ngày 22 tháng 5 rằng Attu đã thất thủ, và lực lượng đặc nhiệm bị giải tán. Thuyền trưởng Shimazaki Toshio tiếp nhận quyền chỉ huy chiếc thiết giáp hạm vào ngày 17 tháng 7, khi Ijuin được thăng hàm Chuẩn Đô đốc và được chuyển sang làm Tư lệnh Khu trục đội 3 của Hạm đội 2. Cuối tháng 10 năm 1943, một lực lượng bao gồm Thiết giáp chiến đội 3 xuất phát từ Chuuk để đánh chặn một cuộc không kích thứ hai được dự đoán nhằm vào đảo Wake bởi sáu tàu sân bay dưới quyền chỉ huy của Chuẩn đô đốc Alfred Montgomery, nhưng đã không gặp được đối phương.

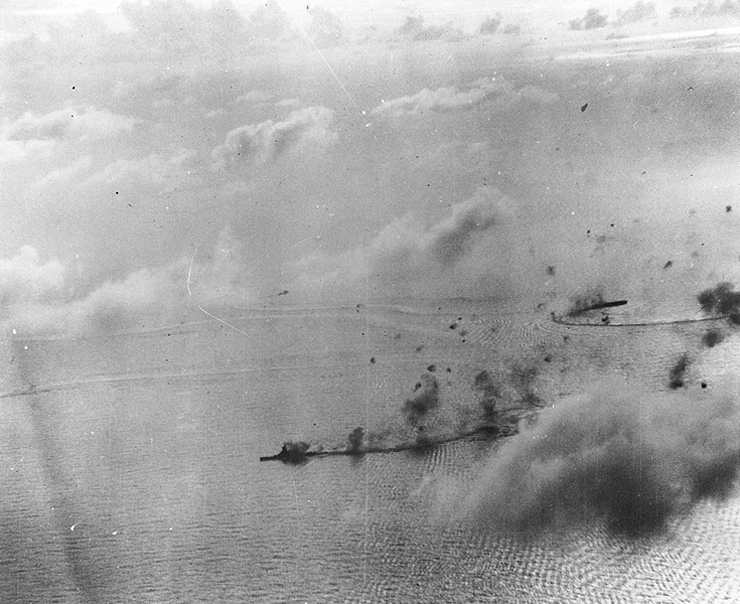
Trận chiến biển Philippine, ngày 20 tháng 6 năm 1944. Chiếc thiết giáp hạm ở giữa phía dưới có thể là chiếc Kongō hoặc Haruna, trong khi chiếc tàu sân bay Chiyoda bên phải đang cơ động để lẩn tránh.

Từ ngày 30 tháng 1 đến ngày 14 tháng 2 năm 1944, Thiết giáp chiến đội 3 lại vào ụ tàu Sasebo lần nữa để cải tiến các khẩu pháo phòng không. Đầu tháng 3, Thiết giáp chiến đội 3 đổ quân xuống quần đảo Lingga phía Nam Singapore, trước khi tiến hành đợt huấn luyện kéo dài nhiều tháng. Ngày 11 tháng 5, Thiết giáp chiến đội 3 di chuyển cùng Hạm đội Cơ động từ Lingga đến Tawi-Tawi ở phía cực Nam Philippines. Vào ngày 13 tháng 6, hiệu lệnh được phát ra để tiến hành Chiến dịch A-Go, vốn được biết đến như là Trận chiến biển Philippine, và Hạm đội Cơ động rời Tawi-Tawi nhưng bị tàu ngầm Redfin trông thấy khi rời nơi bỏ neo. Hạm đội đi đến Guimaras ngày hôm sau và rời Guimaras vào ngày 15 tháng 5 đi qua biển Visayan, bị tàu ngầm Flying Fish phát hiện và hai ngày sau đó lại bị tàu ngầm Cavalla trông thấy trong vùng biển Philippine. Vào ngày 20 tháng 6, Thiết giáp chiến đội 3 và tàu sân bay Chiyoda bị máy bay ném bom bổ nhào Curtiss SB2C Helldiver và máy bay ném ngư lôi TBF Avenger từ các tàu sân bay Bunker Hill, Monterey và Cabot tấn công. Kongō một lần nữa an toàn trong khi Haruna và Chiyoda bị hư hại trong trận chiến bất hạnh này. Sau đó hạm đội Nhật rút lui về vịnh Nakagusuku, Okinawa.
Từ ngày 30 tháng 6 đến ngày 7 tháng 7 năm 1944, Kongō vào ụ tàu Xưởng Hải quân Kure để nâng cấp radar và gắn thêm pháo phòng không 25 mm gồm 12 tháp pháo ba nòng và 40 pháo nòng đơn. Do những sự cải tiến, hệ thống vũ khí hạng hai của nó lúc này bao gồm 8 pháo 152 mm (6 inch) và 6 pháo nòng đôi 127 mm (5 inch) cùng tổng cộng 100 pháo phòng không 25 mm. Sau khi rời ụ tàu, Kongō vận chuyển vũ khí và các đơn vị Lục quân đến vịnh Nakagusuku trước khi quay về Lingga, nơi nó gặp gỡ Haruna. Nó được cải biến lần cuối vào tháng 9 khi được bổ sung thêm 18 khẩu pháo phòng không 25 mm, nâng tổng số pháo phòng không lên 118 khẩu.

### Trận chiến vịnh Leyte
Vào ngày 22 tháng 10 năm 1944, Kongō rời vịnh Brunei, Borneo như là kỳ hạm của Thê đội 2 thuộc Lực lượng "A", một lực lượng đặc nhiệm tấn công dưới sự chỉ huy của Phó Đô đốc Takeo Kurita, được bố trí phía sau Thê đội một trong Chiến dịch Shō-1. Lực lượng của Thê đội 2 bao gồm Thiết giáp chiến đội 3, bốn tàu tuần dương thuộc Tuần dương chiến đội 7, hai tàu tuần dương thuộc Tuần dương chiến đội 5 và mười tàu khu trục thuộc Ngư lôi chiến đội 2 do chiếc tàu tuần dương Noshiro dẫn đầu. Một chuỗi các biến cố sau đó được biết đến dưới tên gọi Trận chiến vịnh Leyte, trong đó lực lượng Nhật Bản chiếm ưu thế áp đảo về số lượng.
Ngày hôm sau, Lực lượng "A" bị hai tàu ngầm tấn công trong Trận chiến eo biển Palawan. Hai tàu tuần dương bị đánh chìm, nhưng chiếc Kongō không bị thiệt hại gì. Vào ngày 24 tháng 10 năm 1944, Lực lượng "A" bị hơn 250 máy bay xuất phát từ các tàu sân bay tấn công trong Trận chiến biển Sibuyan. Thiết giáp hạm Musashi bị đánh chìm và chiếc Haruna bị hư hại. Kurita ra lệnh cho Lực lượng "A" rút lui về biển Sibuyan trước khi quay trở lại và tiến qua eo biển San Bernadino.

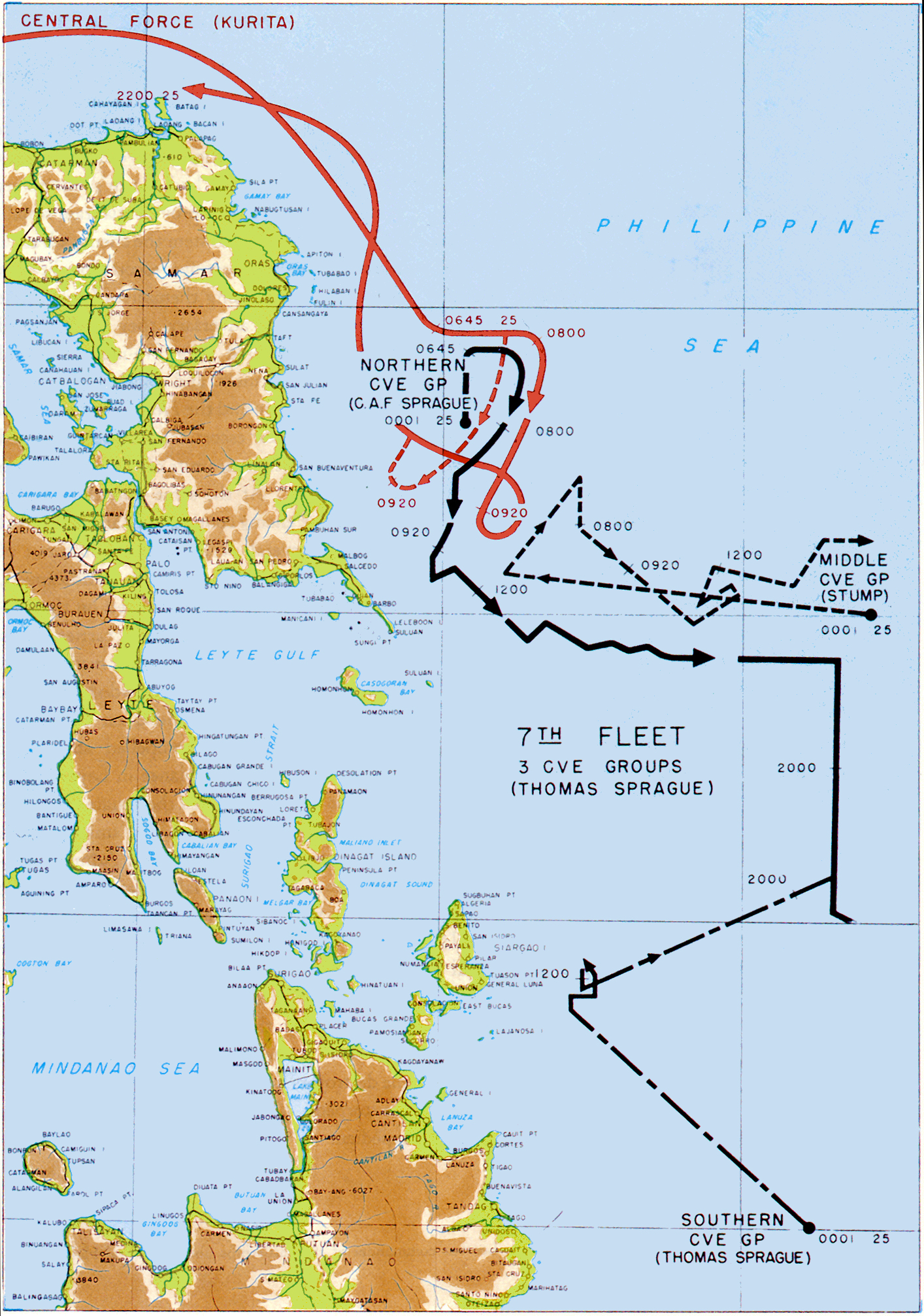
Trận đánh ngoài khơi đảo Samar vào ngày 25 tháng 10 năm 1944.

Lúc 00 giờ 30 phút ngày 25 tháng 10 năm 1944, Lực lượng "A" rời khỏi eo biển San Bernadino chuyển hướng về phía Nam tiến đến vịnh Leyte. Năm giờ sau, các quan sát viên Nhật Bản nhìn thấy ba tàu sân bay, ba tàu tuần dương và ba tàu khu trục ở khoảng cách 37 km (23 dặm) và 60 độ bên mạn trái. Thiết giáp chiến đội 3 được lệnh chuyển sang hướng Đông nhằm cắt đứt đường rút lui, nhưng riêng chiếc Haruna, vì cánh quạt của nó vẫn còn bị hư hại sau Trận chiến biển Philippine, bị tụt lại phía sau. Lúc 05 giờ 58 phút, Lực lượng "A" khai hỏa nhắm vào "Taffy 3" (Đội đặc nhiệm 38.3), bao gồm các tàu sân bay hộ tống St. Lo, White Plains, Kalinin Bay, Fanshaw Bay, Kitkun Bay và Gambier Bay, được bảo vệ bởi ba tàu khu trục và ba tàu khu trục hộ tống.
Hai phút sau, Kongō bắt đầu khai hỏa các khẩu pháo chính của nó ở khoảng cách 24 km (15 dặm). Lúc 06 giờ 22 phút, cuộc bắn phá liên tục của những chiếc F4F Wildcat làm hư hỏng kính ngắm của các khẩu pháo chính. Ba phút sau, Kongō bị tấn công bởi hỏa lực từ chiếc tàu khu trục Hoel ở khoảng cách 12 km (8 dặm). Hoel trúng phải một phát đạn 355 mm (14 inch) vào cầu tàu, nhưng đã đáp trả bằng các quả ngư lôi phóng ra ở khoảng cách 8 km (5 dặm). Vào lúc này, Kongō chuyển sang sử dụng hỏa lực các khẩu pháo hạng hai do không thể ngắm các khẩu pháo chính ở khoảng cách gần như vậy. Lúc 06 giờ 30 phút, trinh sát viên trên chiếc Kongō phát hiện bốn quả ngư lôi phóng ra từ chiếc Hoel đang rẽ sóng tiến đến gần; nó phải ngoặc gấp sang mạn trái và cả bốn quả ngư lôi đều bị trượt. Đến 06 giờ 54 phút, tàu khu trục Heermann phóng ba quả ngư lôi nhắm vào Kongō. Chúng đều bị trượt nhưng lại buộc các thiết giáp hạm Yamato và Nagato phải chuyển hướng lên phía Bắc một quãng đường 16 km (10 dặm) cho đến khi các quả ngư lôi hết nhiên liệu. Trong khi đó, đến 06 giờ 55 phút, Kongō đã bắn trúng nhiều phát vào chiếc tàu sân bay hộ tống Gambier Bay.
Đến khoảng 08 giờ 00, kính ngắm trên chiếc Kongō được sửa chữa xong và nó hướng các khẩu pháo chính nhắm vào chiếc tàu khu trục hộ tống Samuel B. Roberts. Roberts, vốn đã trúng nhiều phát đạn 203 mm (8 inch), bị hủy diệt bởi một làn mưa đạn pháo 355 mm (14 inch) và bị đắm lúc 09 giờ 12 phút. Đến 08 giờ 13 phút, Kongō tránh được thêm hai quả ngư lôi. Tổng cộng từ 07 giờ 55 phút đến 09 giờ 10 phút, Lực lượng "A" đã cùng nhau đánh chìm tàu sân bay Gambier Bay, các tàu khu trục Hoel và Johnston cùng tàu khu trục hộ tống Samuel B. Roberts.
Lúc 08 giờ 25 phút, Kurita ra lệnh cho Lực lượng "A" rút lui về phía Bắc, nhưng đến 10 giờ 20 phút lại cho đổi hướng và tiến đến vịnh Leyte một lần nữa. Trong khoảng thời gian từ 10 giờ 30 phút đến 13 giờ 20 phú́t, các tàu tuần dương Chōkai, Chikuma và Suzuya bị loại khỏi vòng chiến và bị mất sau đó. Trong khoảng thời gian này, từ 12 giờ 28 phút đến 12 giờ 48 phút, Kongō bị khoảng 20 chiếc máy bay ném bom bổ nhào Helldiver từ Đội đặc nhiệm "Taffy 1" tấn công, và có năm quả bom ném suýt trúng đích. Một quả nổ cạnh tàu bên mạn phải làm hư hại vỏ tàu và đai giáp chống ngư lôi, khiến nước biển tràn vào làm nhiễm bẩn các thùng nhiên liệu ở đây. Một quả bom khác làm cong cả hai cánh quạt bên mạn phải. Cuộc tấn công đã giết chết 12 thành viên thủy thủ đoàn và làm bị thương 36 người khác. Một sử gia đã cho rằng Kongō được "sự may mắn che chở".
Với lực lượng bị thiệt hại và không thể kiểm soát được chiến thuật, Kurita ra lệnh cho Lực lượng "A" chuyển hướng lần nữa, và đến 21 giờ 00 rút lui ngang qua eo biển San Bernardino. Trong quá trình chiến đấu ngày hôm đó, Kongō đã sử dụng 310 quả đạn 355 mm (14 inch) (99 Kiểu 3 và 211 Kiểu 1), 347 quả đạn 152 mm (6 inch) (170 Kiểu 0 và 177 Kiểu 4), cùng 2.128 quả đạn 127 mm (5 inch) và 50.230 quả đạn phòng không 25 mm.
Ngày hôm sau lúc vào khoảng 08 giờ 00, đang khi ở tại eo biển Tablas, Lực lượng "A" bị 30 chiếc Avenger xuất phát từ các tàu sân bay Wasp và Cowpens tấn công. Chúng được tiếp nối bởi một đợt tấn công khác của khoảng 50 chiếc Helldiver và Avenger xuất phát từ tàu sân bay Hornet, và đánh trúng hai phát vào chiếc thiết giáp hạm Yamato, tàu chiến duy nhất chưa bị hư hại trong các trận đánh trước đó. Lúc 10 giờ 40 phút, khoảng 30 chiếc B-24 Liberator thuộc Quân đoàn Không quân 13 của Không lực Viễn Đông đặt căn cứ tại Morotai bay đến ném bom vào hạm đội. Hai mươi phút sau, 60 máy bay thuộc các đội đặc nhiệm 38.2 và 38.4 lại tấn công, đánh chìm chiếc tàu tuần dương Noshiro. Kongō không bị thiệt hại gì thêm và phần còn lại của Lực lượng "A" quay trở về vịnh Brunei mà không bị thêm sự cố nào khác.

### Bị đánh chìm
Kongō ở lại vịnh Brunei cho đến ngày 16 tháng 11 năm 1944, khi 40 máy bay ném bom B-24 và 15 máy bay tiêm kích P-38 của Không lực Lục quân Hoa Kỳ đến tấn công căn cứ tại đây. Hầu hết tàu chiến của hạm đội đã tận dụng thời gian giữa các trận đánh để thực hiện các sửa chữa khẩn cấp. Đến 18 giờ 30 phút, một lực lượng bao gồm chiếc Yamato của Thiết giáp chiến đội 1, Kongō của Thiết giáp chiến đội 3 và Nagato vừa được bố trí đến, tất cả đều bị hư hại trong trận chiến ở vịnh Leyte, cùng một tàu tuần dương hạng nhẹ và bốn tàu khu trục theo hộ tống, lên đường quay về Kure để sửa chữa. Haruna, chiếc thiết giáp hạm duy nhất còn trong tình trạng sẵn sàng chiến đấu, được tách ra làm hạt nhân của Hạm đội Phía Nam. Thủy thủ đoàn trên cả hai chiếc Kongō và Haruna đều luyến tiếc sự chia tay này, vì hai chiếc tàu chiến kỳ cựu đã luôn ở cùng nhau trong khu vực chiến sự. Tư lệnh của Thiết giáp chiến đội 3 là Phó Đô đốc Yoshio Suzuki vẫn giữ cờ hiệu của mình trên chiếc Kongō.
Ngày 20 tháng 11 năm 1944, lực lượng này đi qua eo biển Đài Loan mà không gặp sự cố, duy trì một tốc độ đều đặn 30 km/h (16 knot) nhằm tiết kiệm nhiên liệu. Trung tâm của đội hình bao gồm chiếc tàu tuần dương hạng nhẹ Yahagi, tiếp nối bởi các thiết giáp hạm Kongō, Nagato và Yamato đi sau cùng. Các tàu khu trục Isokaze và Yamakaze tuần tra bên mạn trái, trong khi Urakaze và Yukikaze yểm trợ bên mạn phải. Lúc đêm xuống, bầu trời trở nên u ám khi tầm nhìn chỉ còn 1.400 m (1.500 yard) và biển động với gió ngày càng mạnh hơn. Ngay trước nửa đêm, Phó Đô đốc Matome Ugaki được gọi lên cầu tàu chiếc Yamato sau khi tín hiệu radar đối phương được phát hiện ở hướng giữa 0 và 70 độ. Do không biết được nguồn radar phát ra từ máy bay hay tàu ngầm đối phương, sĩ quan chỉ huy của chiếc Yamato là Morishita ra lệnh cho đội hình chuyển sang hướng 050 với việc chạy ngoằn ngoèo ở mức tối thiểu để vượt qua đối phương không rõ mặt. Đội hình chuyển sang hướng mới lúc nửa đêm và bước sang ngày mới, thứ ba 21 tháng 11 năm 1944. Tín hiệu radar không rõ nguồn giờ đây dịch sang mạn trái và tụt lại phía sau khi hạm đội tiếp tục tiến lên. Đến 02 giờ 30 phút, nguồn phát radar được cho là của một chiếc máy bay hơn là tàu ngầm, vốn sẽ đột ngột mất đi nếu con tàu lặn xuống để tấn công.

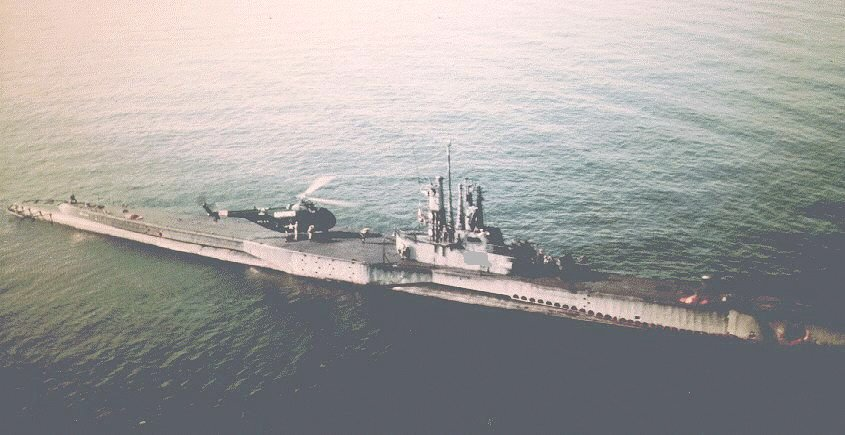
Tàu ngầm Mỹ USS Sealion II.

Tín hiệu radar đó thực ra bắt nguồn từ chiếc tàu ngầm Sealion, dưới quyền chỉ huy của Trung tá Eli Reich. Trong khi tuần tra ngoài khơi mũi cực Bắc của Đài Loan, radar của nó bắt được ba vật thể ở khoảng cách xa đến 40 km (25 dặm), cho dù tín hiệu radar này đã bị Yamato bắt được. Reich thoạt tiên cho rằng Sealion chỉ thấy được sự phản xạ radar của bản thân hòn đảo, nhưng đến 00 giờ 48 phút, radar báo cáo khoảng cách được rút xuống còn 29 km (18 dặm) với "hai mục tiêu lớn cỡ thiết giáp hạm và hai mục tiêu cỡ tàu tuần dương! Hướng đi 060! Tốc độ 30 km/h (16 knot)! Không chạy ngoằn ngoèo!" (chiếc "tàu tuần dương" thứ hai thực ra là một thiết giáp hạm). Sau khi gửi báo cáo tiếp xúc với đối phương về Trân Châu Cảng, Reich quyết định săn đuổi và tấn công trên mặt biển, một quyết định bất thường vì phải đối mặt với nguy cơ bị các thiết giáp hạm tấn công tràn ngập nếu bị phát hiện.
Sealion di chuyển hết tốc độ đến vị trí tấn công, và đến 01 giờ 46 phút, ở về mạn trái của hạm đội Nhật Bản trong điều kiện gió ngày càng mạnh và biển động. Màn hình radar cho thấy một đội hình tuần dương–thiết giáp-thiết giáp-tuần dương (thực ra là Yamato), lực lượng này vẫn không chạy ngoằn ngoèo theo hướng 057, và Sealion tiến ra vị trí tấn công lý tưởng nhất lúc 02 giờ 45 phút. Chọn chiếc thiết giáp hạm đầu tiên làm mục tiêu, và nghĩ rằng tín hiệu của những tàu khu trục đi theo hộ tống có thể đã bị che khuất, Reich cài đặt các quả ngư lôi di chuyển ở độ sâu 2,5 m (8 feet) để tận dụng cơ hội đánh trúng thêm các tàu khu trục.
Đến 02 giờ 56 phút, Sealion di chuyển theo hướng 168 và bắn ra sáu quả ngư lôi nhắm vào Kongō ở khoảng cách 2.700 m (3.000 yard) trước khi đổi hướng; và bắn thêm ba quả ngư lôi từ các ống phóng phía đuôi tàu vào chiếc thiết giáp hạm thứ hai, Nagato, lúc 02 giờ 59 phút ở khoảng cách 2.800 m (3.100 yard). Sau đó Sealion thoát đi về hướng Tây. Lúc 03 giờ 01 phút, Yamato trông thấy hai quả đánh trúng chiếc Kongō, cho dù Sealion báo cáo đã nghe thấy ba tiếng nổ. Nagato ngoặc gấp sang mạn trái để tránh các quả ngư lôi khác, và một quả thứ hai đã trượt qua nó trước khi trúng phải Urakaze. Lúc 03 giờ 04 phút, quả ngư lôi thứ ba đánh trúng chiếc Urakaze, có thể đã trúng một hầm đạn hoặc một ống phóng ngư lôi, gây ra các vụ nổ thứ phát dữ dội. Bị xé toang ra nhiều mảnh, Urakaze chìm chỉ trong vòng hai phút với tất cả thủy thủ đoàn đều thiệt mạng. Việc mất chiếc Urakaze bên phía mạn phải của chiếc Kongō bị phán đoán nhầm lẫn là cuộc tấn công xuất phát từ hướng Đông, nên Yukikaze tách ra và thả mìn sâu nhằm tiêu diệt tàu ngầm địch.
Kongō bị đánh trúng hai quả ngư lôi: một ở phía trước mũi bên mạn trái trúng vào kho chứa dây xích, và một ở giữa chếch về phía sau mạn trái con tàu. Phát đánh trúng thứ hai làm ngập các phòng nồi hơi số 6 và 8, nhưng nó vẫn còn đủ hơi nước để duy trì được tốc độ 30 km/h (16 knot) của cả hạm đội. Tuy nhiên, Kongō bắt đầu bị nghiêng nhẹ qua mạn trái. Tình huống của chiếc Urakaze gây ra sự lẫn lộn; nó biến mất nhanh đến nỗi một số người trong hạm đội không ý thức được rằng nó đã bị mất. Dù sao, tình hình trên chiếc Kongō có vẻ như đã kiểm soát được. Và khi Kongō báo cáo có thể duy trì được tốc độ của hạm đội, quyết định được đưa ra là tiếp tục di chuyển và cố gắng né tránh tàu ngầm. Một số thủy thủ còn quay trở lại giường để tiếp tục giấc ngủ.
Đến 04 giờ 05 phút, hạm đội lại bắt đầu phát hiện tín hiệu radar từ chiếc Sealion. Sealion đã không biết rằng Urakaze đã bị đánh chìm và Reich cho rằng các quả ngư lôi cài ở độ sâu thấp có lẽ chỉ gây hại nhẹ cho các thiết giáp hạm. Ông đưa chiếc Sealion lên tốc độ 31,5 km/h (17 knot) để quay lại vị trí tấn công trên mặt biển động mạnh với gió cấp 5 hoặc 6. Hạm đội phát hiện thấy Sealion và bắt đầu chạy ngoằn ngoèo để lẩn tránh vào khoảng 04 giờ 05 phút.
Tuy nhiên, Kongō bắt đầu có những vấn đề của chính nó. Quyết định tiếp tục di chuyển với tốc độ của hạm đội đã khiến cho nước tiếp tục tuôn vào phá hỏng các vách ngăn. Sự đối mặt với biển động mạnh cũng làm cho các lỗ hổng càng lúc càng bị xé toạc ra lớn hơn. Cho dù các thợ lặn đã tận lực làm việc trong nguy hiểm để sửa chữa các ngăn bị xé ra và ngập nước, Kongō bị buộc phải ngừng chạy ngoằn ngoèo và giảm tốc độ xuống còn 22 km/h (12 knot); vì vậy, nó bị tụt lại ở cuối đội hình trong khi Sealion vẫn đang tiếp tục săn đuổi. Tuy nhiên, sự nghiêng qua mạn trái được kiểm soát ở độ nghiêng 12 độ nên hạm đội vẫn ở tâm trạng lạc quan một cách thận trọng rằng việc kiểm soát hư hỏng đã ngăn được nước tràn vào con tàu. Tuy nhiên, không lâu sau lại có báo cáo về tình trạng ngập nước vẫn tiến triển và con tàu tiếp tục nghiêng đến 14 độ trước khi kiểm soát được. Trong tình trạng bối rối, Thuyền trưởng Shimazaki xin phép được tách khỏi hạm đội tiến đến cảng Keelung cách đó 120 km (65 hải lý). Hamakaze and Isokaze được cho tách ra để hộ tống nó, và hạm đội tách khỏi nhau lúc 04 giờ 40 phút, khi Kongō bị nghiêng 15 độ và duy trì vận tốc 18,5 km/h (10 knot).
Thủy thủ đoàn dường như không nhận thức được rằng con tàu đã bị hư hỏng nghiêm trọng, khi Hoa tiêu Trưởng dự đoán rằng con tàu sẽ cập cảng sau sáu giờ nữa. Không lâu sau khi tách khỏi hạm đội, con tàu tiếp tục nghiêng quá 20 độ, và Shimazaki ra lệnh cho mọi người chuyển qua mạn phải vì con tàu khó có thể đi thẳng với độ nghiêng như thế. Tình hình càng thêm xấu đi khi tín hiệu radar bắt nguồn từ chiếc Sealion cho thấy nó đang theo đuổi Kongō thay vì hạm đội chính. Bất chấp điều đó, Sealion không phải là mối nguy hiểm chính. Mười lăm phút sau khi tách ra, Kongō bị nghiêng đến 45 độ. Các phòng máy bắt đầu bị ngập nước, và đến 05 giờ 18 phút con tàu chết đứng giữa biển. Được xác nhận rằng chiếc Kongō trong thực tế đang chìm, và một báo cáo được đưa đến rằng viên Chỉ huy phó Cứu nạn đã tự sát do thất bại của mình, Shimazaki ra lệnh cho mọi người lên trên boong tàu để chuẩn bị bỏ tàu. Lá cờ con tàu được hạ xuống khi mọi người đứng chào, và có lệnh cho di dời bức ảnh của Nhật Hoàng Hirohito.
Đến 05 giờ 22 phút, Shimazaki ra lệnh bỏ tàu, và thủy thủ đoàn bắt đầu trèo qua thành tàu nhảy xuống biển. Hamakaze và Isokaze, bất chấp mối nguy hiểm gần kề khi Sealion đang đến gần, tiến sát đến chiếc Kongō bên mạn phải tàu đang nhô cao để cứu vớt các thủy thủ trước khi bị cuốn vào lòng biển cả. Thủy thủ đoàn của chiếc Sealion sững sốt nhìn mục tiêu của mình bất động trên màn hình radar, trong khi thủy thủ đoàn chiếc Kongō trườn ra khỏi thành tàu khi nó bắt đầu lật úp và độ nghiêng tăng lên quá 60 độ. Tai họa xảy ra lúc 05 giờ 24 phút khi các quả đạn 355 mm (14 inch) trong hầm đạn phía trước phát nổ trong bốn vụ nổ khủng khiếp, làm bắn tung các mảnh vỡ và xác người. Reich kể lại rằng "bầu trời được chiếu sáng rực rỡ cứ như là bình minh vào giữa đêm". Hai chiếc tàu khu trục tránh được các mảnh vỡ do thành tàu cao của chiếc Kongō, nhưng vụ nổ đã nhấn chìm phần còn lại của chiếc thiết giáp hạm xuống biển sâu gần như ngay lập tức. Những chiếc tàu khu trục cứu vớt những người còn sống, không để ý rằng Reich đã rời đi tiếp tục săn đuổi những chiếc thiết giáp hạm khác thay vì nhắm vào những chiếc tàu khu trục nhỏ bé. Được sự trợ giúp bởi ánh sáng hừng đông một giờ sau đó, 13 sĩ quan cùng 224 hạ sĩ quan và thủy thủ trên chiếc Kongō được cứu sống. Có khoảng 1250 người thiệt mạng, bao gồm Phó Đô đốc Suzuki và chỉ huy trưởng con tàu là Chuẩn Đô đốc Shimazaki. Bức ảnh Nhật Hoàng đã không thể thu hồi được.
Kongō là thiết giáp hạm duy nhất của hải quân Đế quốc Nhật Bản bị tàu ngầm đánh chìm, và là chiếc thiết giáp hạm cuối cùng trong lịch sử bị đánh chìm bởi tàu ngầm. Một việc hy hữu là, một thủy thủ trên chiếc Sealion đã để lại một máy ghi âm bên cạnh máy liên lạc nội bộ của tháp chỉ huy khi nhận được lệnh vào vị trí chiến đấu. Họ đã ghi âm lại được toàn bộ diễn tiến một cuộc tấn công của tàu ngầm vào một tàu chiến, và được tin là cuộc ghi âm duy nhất loại này còn được giữ lại trong Thế Chiến II.